# ジンギスカン (曲)
ジンギスカン（ドイツ語: Dschinghis Khan）は、西ドイツの音楽グループ・ジンギスカンの楽曲。

## 概要
楽曲『ジンギスカン』は作曲家のラルフ・ジーゲルと、作詞家のベルント・マイヌンガーによって企画されたものであり、同名の音楽グループ「ジンギスカン」のデビュー曲である。
この楽曲の誕生は1978年の秋。ジーゲルは1979年のユーロビジョン・ソング・コンテストに出場するための楽曲制作に取り組むこととなり、友人のマイヌンガーと相談する中でいくつか生み出されたアイディアの1つが『Dschinghis Khan（ジンギスカン）』であった。ヨーロッパ人にとって残虐なイメージのあるチンギス・カンをモチーフとした楽曲を制作した裏側には、1978年にボニーMがリリースしたグリゴリー・ラスプーチンをモチーフとした『Rasputin（怪僧ラスプーチン）』からインスパイアを受けたことに加えて、国際コンクールの舞台で多国籍の観衆が理解できることを狙ったものであった。ジーゲルは自ら歌ったデモ音源で予備審査にエントリーし、「この楽曲は“ジンギスカン”という名のグループによって歌われるだろう」と書いた手紙も送付した。
手紙の効果もあり、1978年の年末までに国内予選への出場が認められる。1979年1月末、3月の国内予選まで6週間となった頃にジーゲルはグループのメンバー選考を開始する。2週間のうちに15人と面談し、予選の5週間弱前には6人のメンバーが決定したが、残された時間は十分とは言えず各分野の専門家も召集された。
迎えた1979年3月17日の国内予選では、一番最初に『ジンギスカン』が披露された。予選が進むにつれ順位は変動したが、1位の『ジンギスカン』は不動のまま予選は終了し、エルサレムで行われる本選への進出が決定する。3月31日の本選では4位であったが、コンテストの様子は欧州18か国に生中継されており、クセになる楽曲や風変わりなビジュアルのインパクトで話題となる。
ジュピターレコードからシングルがリリースされるとドイツ国内で50万枚を売り上げ、4週にわたりチャート1位を獲得した。当時は世界的にディスコブームが到来していたこともあり世界的にヒットし、日本ではリリース前からディスコでは定番となり、リリース後はオリコン洋楽シングルチャートで1979年8月6日付から5週連続1位を獲得した。
オリジナルのドイツ語版と同年に英語に翻訳したレコードもリリースされており、英詞への翻訳はジンギスカンメンバーのスティーヴ・ベンダーが担当した。
ジンギスカンは1985年に解散したが2005年に再結成、2007年に正式に活動再開するとともにリリースしたアルバム『7 Leben』で『ジンギスカン』をセルフカバーしている。

## 収録曲
【 】は邦題。
| #         | タイトル                             | 作詞         | 作曲      | 時間 |
| --------- | ------------------------------------ | ------------ | --------- | ---- |
| 1.        | 「Dschinghis Khan 【ジンギスカン】」 | マイヌンガー | ジーゲル  | 2:59 |
| 2.        | 「Sahara 【砂漠の国サハラ】」        | マイヌンガー | ジーゲル  | 3:00 |
| 合計時間: | 合計時間:                            | 合計時間:    | 合計時間: | 5:59 |

| #         | タイトル         | 作詞         | 作曲      | その他            | 時間 |
| --------- | ---------------- | ------------ | --------- | ----------------- | ---- |
| 1.        | 「Genghis Khan」 | マイヌンガー | ジーゲル  |                   | 3:06 |
| 2.        | 「Desert Land」  | マイヌンガー | ジーゲル  | ドルナウス ヘルタ | 3:00 |
| 合計時間: | 合計時間:        | 合計時間:    | 合計時間: | 合計時間:         | 6:06 |

## チャート
| チャート（1979年）                     | 最高順位 |
| -------------------------------------- | -------- |
| オーストリア (Ö3 Austria Top 40)       | 8        |
| ベルギー (Ultratop 50 Flanders)        | 20       |
| フィンランド (Suomen virallinen lista) | 5        |
| ノルウェー (VG-lista)                  | 3        |
| スイス (Schweizer Hitparade)           | 3        |
| 西ドイツ (GfK Entertainment charts)    | 1        |

| チャート（1979年）                | 順位 |
| --------------------------------- | ---- |
| 西ドイツ (Official German Charts) | 6    |

## カバー・影響など
ジンギスカン自身によるドイツ語・英語のほかに、各国のアーティストによってフィンランド語・日本語・スウェーデン語など多数の言語に翻訳されてカバーされている。 

### フレデリクによるカバー
フィンランドの歌手・フレデリクは、1979年のアルバム『Tsingis Khan』の中で「Tsingis Khan」のタイトルでカバーしている。このアルバムはフィンランドのシングルチャートで最高14位となり、ゴールド認定を受けている。

フィンランド語の訳詞はユハ・ヴァイニオによる。ジーゲルはフレデリクによるカバーを気に入っており、後にジンギスカンの3枚目のシングル『Hadschi Halef Omar』のカバーも自ら提案し、1980年に『Sheikki Ali Hassan』のタイトルでリリースされた。

### Berryz工房によるカバー
日本の女性アイドルグループ・Berryz工房は、2008年3月12日にリリースした16枚目のシングルで『ジンギスカン』をカバーした。同曲の日本語カバーはこれ以前にも複数存在しており訳詞も複数存在するが、本作では山本伊織によるものを採用している。
初回生産限定盤には「ジンギスカン (Dance Shot Ver.)」を収録したDVDが付属している。カップリングの『ダーリン I LOVE YOU』は℃-uteとの競作で、℃-ute Ver.は同グループ9枚目のシングル「涙の色」に収録。
この楽曲は、日本国内の『ジンギスカン』のカバーとしては最高位となるオリコン5位を記録し、これを受けて本家ジンギスカンとBerryz工房のスプリット盤シングル『ジンギスカン タルタルミックス』が企画される。
| #         | タイトル                                   | 作詞                        | 作曲      | 編曲        | 時間  |
| --------- | ------------------------------------------ | --------------------------- | --------- | ----------- | ----- |
| 1.        | 「ジンギスカン」                           | マイヌンガー 山本伊織(訳詞) | ジーゲル  | ダンス☆マン | 3:08  |
| 2.        | 「ダーリン I LOVE YOU（Berryz工房 ver.）」 | つんく                      | つんく    | 酒井ミキオ  | 4:19  |
| 3.        | 「ジンギスカン (Instrumental)」            |                             |           |             | 3:08  |
| 合計時間: | 合計時間:                                  | 合計時間:                   | 合計時間: | 合計時間:   | 10:42 |

### ジンギスカンだらけ
ジンギスカン×Berryz工房『ジンギスカン タルタルミックス』の制作に続いて、各国のカバー曲を集めたコンピレーション・アルバムが企画される。発売日は2008年11月26日。全20曲収録。
|    | 楽曲名                                        | アーティスト名                                  | 年   | 国           | 訳詞           |
| -- | --------------------------------------------- | ----------------------------------------------- | ---- | ------------ | -------------- |
| 1  | DSCHINGHIS KHAN                               | ジンギスカン                                    | 1979 | ドイツ       | -              |
| 2  | DSCHINGHIS KHAN                               | マルコ・ポーロ                                  | 1979 | ドイツ       | -              |
| 3  | ジンギスカン                                  | 川﨑麻世                                        | 1979 | 日本         | 山本伊織       |
| 4  | ジンギスカン                                  | 原たかし&バットマンズ                           | 1979 | 日本         | Christian Dorn |
| 5  | ジンギスカン                                  | 渋谷哲平                                        | 1979 | 日本         | 浅川佐記子     |
| 6  | ジンギスカン PartI                            | ザ・モンゴルズ                                  | 1979 | 日本         | 浅川佐記子     |
| 7  | ジンギスカン PartII                           | ザ・モンゴルズ                                  | 1979 | 日本         | 浅川佐記子     |
| 8  | ジンギスカン                                  | イノウエ                                        | 1999 | 日本         | イノウエ       |
| 9  | ジンギスカン                                  | ULTRAS+ワッキー（ペナルティ）+レイザーラモンHG  | 2006 | 日本         | -              |
| 10 | ジンギスカン                                  | Moody★Rudy                                      | 2006 | 日本         | ソンハ、フク   |
| 11 | ジンギスカン                                  | Berryz工房                                      | 2008 | 日本         | 山本伊織       |
| 12 | DSCHINGHIS KHAN                               | タンカード                                      | 1996 | ドイツ       | -              |
| 13 | DSCHINGHIS KHAN                               | ドナルド・ダーク                                | 1997 | ドイツ       | -              |
| 14 | DSCHINGHIS KHAN                               | レニングラード・カウボーイズ                    | 1997 | フィンランド | -              |
| 15 | DSCHINGHIS KHAN                               | Die Viel-Harmoniker                             | 2000 | ドイツ       | -              |
| 16 | DSCHINGHIS KHAN                               | Perle°                                          | 2006 | ドイツ       | -              |
| 17 | DSCHINGHIS KHAN                               | ロッキング・サン                                | 2006 | ドイツ       | -              |
| 18 | DSCHINGHIS KHAN                               | ウィグワム                                      | 2006 | ノルウェー   | -              |
| 19 | ジンギスカン タルタルミックス                 | ジンギスカン×Berryz工房                         | 2008 | -            | 山本伊織       |
| 20 | ジンギスカン ピストン西沢 Two Turntable Remix | ジンギスカン×Berryz工房 Remixed by ピストン西沢 | 2008 | -            | 山本伊織       |

### その他のカバー例
前述したように日本語では、原盤と同じ1979年に山本伊織や浅川佐記子による訳詞が誕生した。他の訳者による訳詞も含めて無数のカバー楽曲が生まれており、前述の『ジンギスカンだらけ』に収録されておらず、レコードやCDに収録されたものとしては以下が存在する。
| 年   | アーティスト名               | 訳詞     | 楽曲名                    | 備考                                                    | 出典   |
| ---- | ---------------------------- | -------- | ------------------------- | ------------------------------------------------------- | ------ |
| 1979 | 5カラット                    | 山本伊織 | ジンギスカン              | シングルでリリース。                                    |        |
| 1979 | 少年探偵団                   | カルメン | ジンギスカン              | シングルでリリース（B面の3曲目）。                      |        |
| 1990 | M's-QUEEN                    |          | ジンギスカン              | アルバムに収録。                                        |        |
| 1996 | 女王様                       | S中野    | -                         | シングル収録のメドレー楽曲の1つとして。                 |        |
| 1996 | おたっしゃクラブ             |          | ジンギスカン              | アルバムに収録。                                        |        |
| 2004 | 東京佼成ウインドオーケストラ | -        | ジンギスカン              | アルバムに収録。 吹奏楽バージョンとして天野正道が編曲。 |        |
| 2005 | ウルトラス・ニッポン         |          | 成吉思汗 〜ドイツへ行こう | シングルでリリース。                                    | [ 16 ] |

原盤と同じ1979年には、日本語以外の言語での翻訳カバー楽曲も誕生しており、前述したフレデリクのフィンランド語版以外に以下の例が存在する。
- 1979年、スウェーデンのダンスバンド・Vikingarna（英語版）はスウェーデン語の『Djingis Khan』をアルバム「Kramgoa låtar 7」で発表した[17]。
- 1979年、香港の歌手・林子祥は広東語の『成吉思汗（Cheng Ji Si Han）』をアルバム「抉擇」で発表した[18]。訳詞は鄭國江。
- 1979年、タイではバンド・Royal Spritesがタイ語に翻訳した楽曲を発表した[19]。

またジンギスカンのメロディに、無関係な歌詞を付けた楽曲も存在している。
- 1979年、スペインの歌手・イワン（英語版）は独自のスペイン語の歌詞で『Sin Amor』を発表した[20]。
- 1986年、ユダヤ教徒の歌手・モルデカイ・ベン・デイヴィッド（英語版）は独自のユダヤ語の歌詞で『Yidden』を発表した[21]。この楽曲はラインダンスの人気の楽曲となっている。
- 1994年、トルコではパロディグループ・Grup Vitamin（英語版）が独自のトルコ語の歌詞で『Hayriye』をアルバム「Aşkın Gözyaşları」で発表した[22][23]。

### その他の日本でのトピックス
アーティストによるカバーではレコードやCDでリリースされていなくとも、ライブやコンサートの演目としてカバーされることもあり、その例として米米CLUB（1991年5月2日、有明コロシアム）、SMAP（1999年ツアー“BIRDMAN”）が挙げられる。
スポーツなどの応援に使用される例もみられる。上記した『成吉思汗 〜ドイツへ行こう』は、2006年のドイツワールドカップのアジア最終予選に合わせて、サポーター集団のウルトラス・ニッポン名義でCDがリリースされたものである。サッカー以外のプロスポーツでは北海道日本ハムファイターズ（日本プロ野球）や仙台89ERS（プロバスケットボールBリーグ）の応援の1つに『ジンギスカン』のダンスが採用されており、アマチュアでも神村学園高等部など日本の高校野球の応援歌としての採用例もある。
その他、テレビCMのBGMとして使用される例もみられる。2003年にはドラマ『ウォーターボーイズ』の挿入歌としても使用された。
2000年1月26日に発売されたモーニング娘。の『恋のダンスサイト』のモチーフとして『ジンギスカン』が挙げられており、同年の5月24日には『ジンギスカン』が日本でシングルCDとして再発された。
2005年に『めざせモスクワ（Moskau）』が空耳ソング「もすかう」として話題になると、インディーズからリリースされた「もすかう」のカップリングとして『ジンギスカン』も収録された。

IQサプリ